# Федяево (Александровский район)
Федяево — упразднённая деревня в Александровском районе Владимирской области России.

## География
Урочище находится в северо-западной части области, в зоне хвойно-широколиственных лесов, к югу от автодороги 17А-2, на расстоянии примерно 10 километров (по прямой) к востоко-юго-востоку от города Александрова, административного центра района.

### Климат
Климат характеризуется как умеренно континентальный, с умеренно тёплым летом, холодной зимой, короткой весной и облачной, часто дождливой осенью. Среднегодовая температура воздуха — +3,4 °C. Годовое количество атмосферных осадков — 549 миллиметров, из которых большая часть выпадает в тёплый период.

## История
В «Списке населенных мест Владимирской губернии по сведениям 1859 года» населённый пункт упомянут как деревня Александровского уезда, расположенная при колодцах, в 12 верстах от уездного города. В деревне насчитывался 31 двор и проживало 223 человека (110 мужчин и 113 женщин).
По состоянию на 1905 год, в Федяеве имелось 30 дворов и проживал 191 человек. В административном отношении деревня входила в состав Андреевской волости.
В советское время входила в состав Елькинского сельсовета Александровского района. Упразднена решением облисполкома № 586 от 11 июня 1979 года как фактически не существующая.